# 利昂娜·伍兹
利昂娜·伍兹（英語：Leona Woods，1919年8月9日—1986年11月10日），亦称利昂娜·伍兹·马歇尔（Leona Woods Marshall）和利昂娜·伍兹·马歇尔·利比（Leona Woods Marshall Libby），美国物理学家，曾协助建立人类史上首个核反应堆与首枚原子弹。
早在23岁，伍兹就参与了世界上首个核反应堆Chicago Pile-1的建设，她是导师费米领导的项目团队中最年轻的一员。此外，伍兹在建立和使用实验所需的盖革计数器上起到关键作用。反应堆成功运转并达到自持状态时，她也是唯一在场的女性。曼哈顿计划中，她与费米合作；同时，她曾与第一任丈夫约翰·马歇尔（John Marshall）一同解决了汉福德区钚生产厂氙中毒的问题，并负责监督钚生产反应炉的建造和运行。
战后，她加入恩里科·费米研究所，随后先后供职于普林斯顿高等研究院、布鲁克黑文国家实验室和纽约大学，并于1962年成为纽约大学教授。她的研究方向包括粒子物理、天体物理和宇宙学。1966年，她与马歇尔离婚，转而与诺贝尔奖得主威拉得·利比结为伉俪。此外，她还是科罗拉多大学的教授和兰德公司的职员。晚年，她关注生态环境问题，发明了一种利用树木年轮中同位素比例来研究气候变化的方法。同时，她强烈支持用食品輻照作为消灭有害细菌的手段。

## 早年生活
1919年8月9日，利昂娜·伍兹出生于美国伊利诺伊州拉格兰奇的一个农场，她的父亲名叫怀特思尔·伍兹（Wreightsill Woods），是一位律师，母亲名叫玛丽·霍尔德内斯·伍兹（Mary Holderness Woods）。利昂娜·伍兹在五个孩子中排行第二，她还有两个姐妹和两个兄弟。她14岁时便从里昂乡镇高中毕业，之后入读芝加哥大学，主修化学，19岁时得到了理学士学位并毕业:28–9。
1939年，伍兹的挚友西奥多·帕克（Theodore Puck）正在诺贝尔物理学奖得主詹姆斯·弗兰克手下做研究生，弗兰克与学生的合作方式如同古希腊的逍遥学派，他会组织一群人一道研究讨论；经过一次与帕克的谈话，伍兹便决定选择弗兰克做自己的导师:28-9。顺利通过化学学科的资格考试后，她与弗兰克接触，表达了这一愿望:29。弗兰克接纳了她，却也警告说：“你是位女士，你会被饿死的:30。”虽然弗兰克看上去没有营养不良，但伍兹还是当真了，她转而去做了罗伯特·S·马利肯的研究生，这位教授26年后也成为了诺奖得主:30。
马利肯允许她在双原子分子光谱学领域自行选择研究课题，并在其登上《物理评论》前，为她数次修改了毕业论文:30。她的博士论文《论氧化硅的波段》（On the Silicon Oxide Bands），经由马利肯和波兰化学家斯坦尼斯瓦夫·罗佐斯基的指导修编，最终在1943年被接受。伍兹曾回忆，马利肯两次跟她说「的确没白教我:30。」她写道，马利肯手下的学生都「同意这是马利肯对人的最高称赞:30。」

## 曼哈顿计划

### 芝加哥
1942年伍兹写作毕业论文时，她是马利肯战前指导的最年轻、也是最后一位学生。因为同学都忙于战争相关的工作，她只好一个人工作科研。此时，她结识了另一位正与费米合作的核物理学家，赫伯特·安德森。两人私交甚笃，每天下午5点一道在密歇根湖游泳。从伍兹的研究中，安德森发现她对真空技术很是熟练。于是，她的博士生涯一结束，安德森就雇佣她来负责三氟化硼探测器，测量中子通量。:85

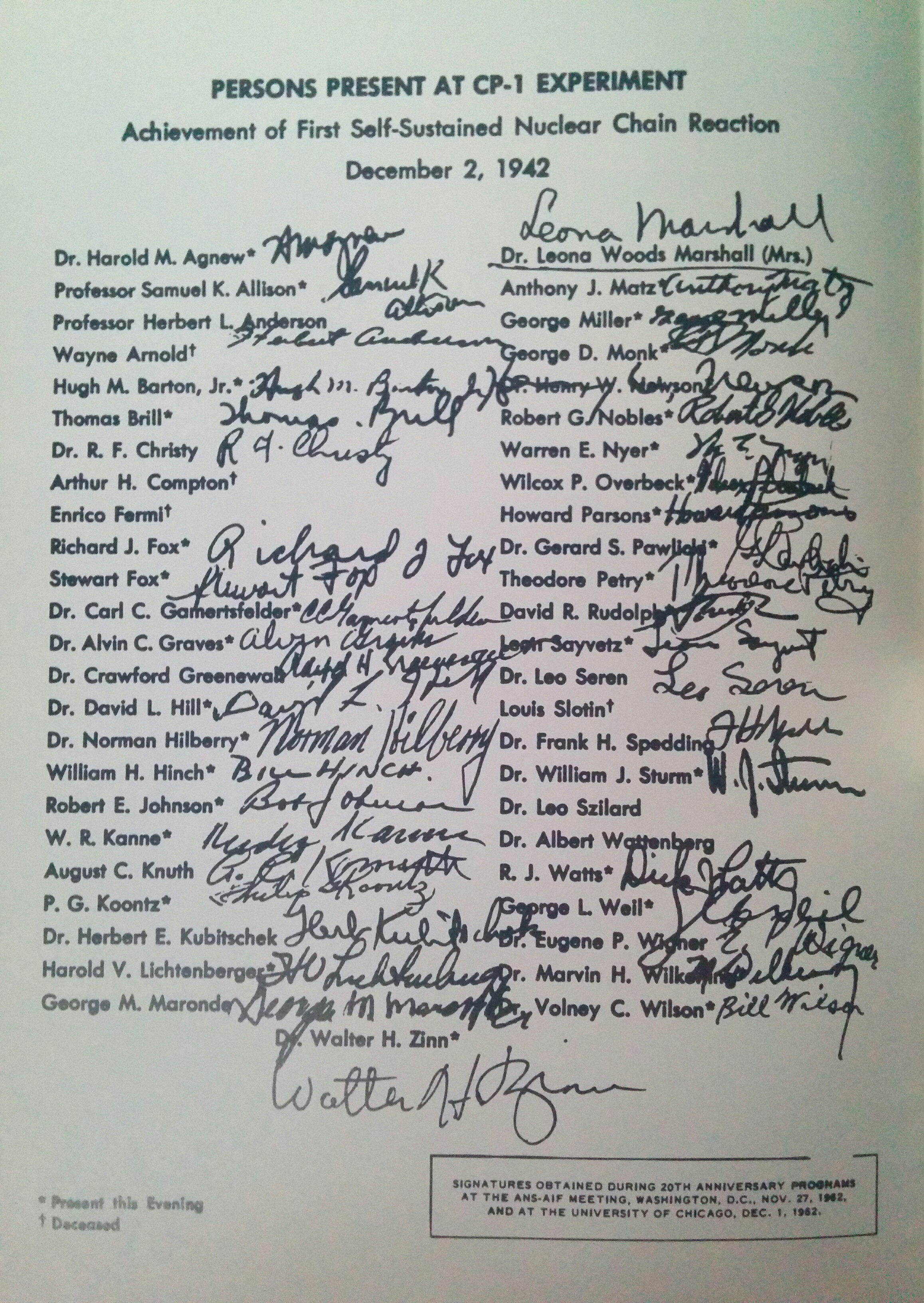
1942年12月2日见证Chicago Pile-1首次达到自持状态的所有人的签名。右上角的第一个是利昂娜·伍兹。

当时，费米的团队正在芝加哥大学一个废弃的橄榄球场看台下建设核反应堆，即Chicago Pile-1。项目另一位物理学家沃尔特·津恩不愿让女士参与堆砌石墨块一类脏活，于是伍兹就在探测器和热电偶上做了大量工作，并用自己的一堆石墨测量了镭和铍对锰箔的作用效果，由此得到了校准各类探测器所需的中子截面数据:86–7。反应堆首次达到自持状态时，她是在场唯一一位女性。由于是首次尝试链式反应，不确定性极大，现场气氛很是紧张，伍兹却丝毫没有恐慌，甚至向费米问道：“我们什么时候开始害怕了？:197”
费米的妻子劳拉（Laura Fermi）如此回忆伍兹：“（她是）一个高挑的年轻姑娘，长得像个运动员，可以担当男人的工作，而且做得丝毫不差。她是恩里克小组组里唯一的女物理学家，她的母亲与她一样精力无穷，几乎靠一己之力在芝加哥附近经营着一家农庄。为了缓解她母亲的工作负担，利昂娜把自己的时间一分为二，一部分贡献给原子，一部分贡献给马铃薯。”:179
同项目里的科学家们一样，伍兹对核辐射的风险并不放在心上。一天下午，她与威拉得·利比合作，焊接一个装着镭盐和铍金属的罐子，在这期间，她的身体吸收了200伦琴的辐射，白细胞足足下降了一半。医生们警告她，一位女性一生只有有限数量的卵细胞，暗示核辐射会影响她的生育，但她却对此表示怀疑，一心只想着那个重要的罐子是不是焊接好了。:154-5
1943年7月，伍兹与约翰·马歇尔结婚，并很快怀上了孩子。她把此事告诉了费米，他们一道瞒住沃尔特·津恩，怕后者坚持让她远离反应堆。为此，她甚至用宽松的蓝粗棉布工作衫遮住怀孕的肚子:164。怀孕期间，她还得坐着没有暖气的军用大巴上班，“每天早上都踩着点赶到，开始工作前每每呕吐:164-5。”第二年她生下了一个男孩，起名叫做彼得（Peter），之后仅仅休息了几天，就又返回了工作岗位:164。当年，试验取得初步成功，研究团队带着设备仪器迁出芝加哥大学的冶金实验室，入驻同在芝加哥的阿贡国家实验室:165-7。

### 汉福德
1944年，利昂娜·伍兹的丈夫约翰·马歇尔被分配到汉福德区，之后她本人也迁居于此，加入了他们的团队。科学家们此时正准备启动汉福德区的第一个反应堆，这些大型的反应堆将会生产出制造原子弹所需的原材料钚。科学家们于是轮班照看它，约翰·马歇尔等人值白班，费米和伍兹值夜班，唐纳德·休斯和约翰·惠勒值中班:181–3。照料汉福德区的反应堆的这段时间，马歇尔夫妇把儿子交给了伍兹的母亲抚养:162。
反应堆成功启动，但数小时后功率迅速下降，随即关停了。伍兹猜测这可能是因为水泄露，而不是放射性毒物溢出。然而，夜间反应堆又启动了一次，却仍以「熄火」告终。运转时间表明放射性毒物的确是问题所在。科学家们用计算尺和计算器算数，最终测定出了毒物的中子截面，并断定它是氙-135。幸运的是，杜邦的工程师们为反应堆多加了50%的燃料棒，这超出了物理学家们最初的要求，把这部分启动后，反应堆也随之开始运转了。:181–3

### 体会
多年以后，谈及参与曼哈顿计划的感受，伍兹说道:163：
我觉得每个人都心惊胆战的，生怕开发原子弹的方式出错，而让德国人抢在前头。这是一种永久存在的恐慌，因为我们项目的领导者们都曾在德国学习，他们深知德国科学家的水准。领导们恐慌忧惧，这份忧惧也传染给我们。如果德国人率先搞出了原子弹，我不知道这世界会发生什么，肯定大不一样吧。希特勒严令驱逐犹太人，二战随即爆发，那时德国的物理还领先全球，在任何方面。一段很令人胆寒的日子。
我当然能回忆起投放原子弹时我的感受。我的姐夫是计划进驻佐世保湾（Sasebo Harbor）的第一艘扫雷艇的舰长，我的弟弟是海军陆战队成员，在冲绳用火焰喷射器作战。我很确定，如果美国入侵日本本岛，这些人都活不下来，很显然，战争会接着打，50万美国士兵将丧生，更别提日本人了。我们都知道柯蒂斯·李梅将军用燃烧弹攻击日本，但没人提及这次屠杀。他们觉得广岛和长崎的原子弹跟燃烧弹差不多，也是屠杀。
他们错了！

我丝毫没有悔恨。我认为我们做得很正确，而且别无他法。是，我知道有人说投在长崎的第二颗原子弹其实没必要。但是如果你在战场上，我想你不会站着游手好闲，还去问「这么做对不对」一类问题。

## 战后经历
战后，利昂娜·伍兹回到了芝加哥大学，加入原子能研究所（Institute for Nuclear Studies，现恩里科·费米研究所）。她参与到重水反應爐Chicago Pile 3的建设中，找出了一种使中子束百分之百自旋极化的方式，并测定了多种材质中子的折射率:118。1949年，她的第二个孩子约翰·马歇尔三世（John Marshall III）出生。1953年，她成为芝加哥大学助理教授。

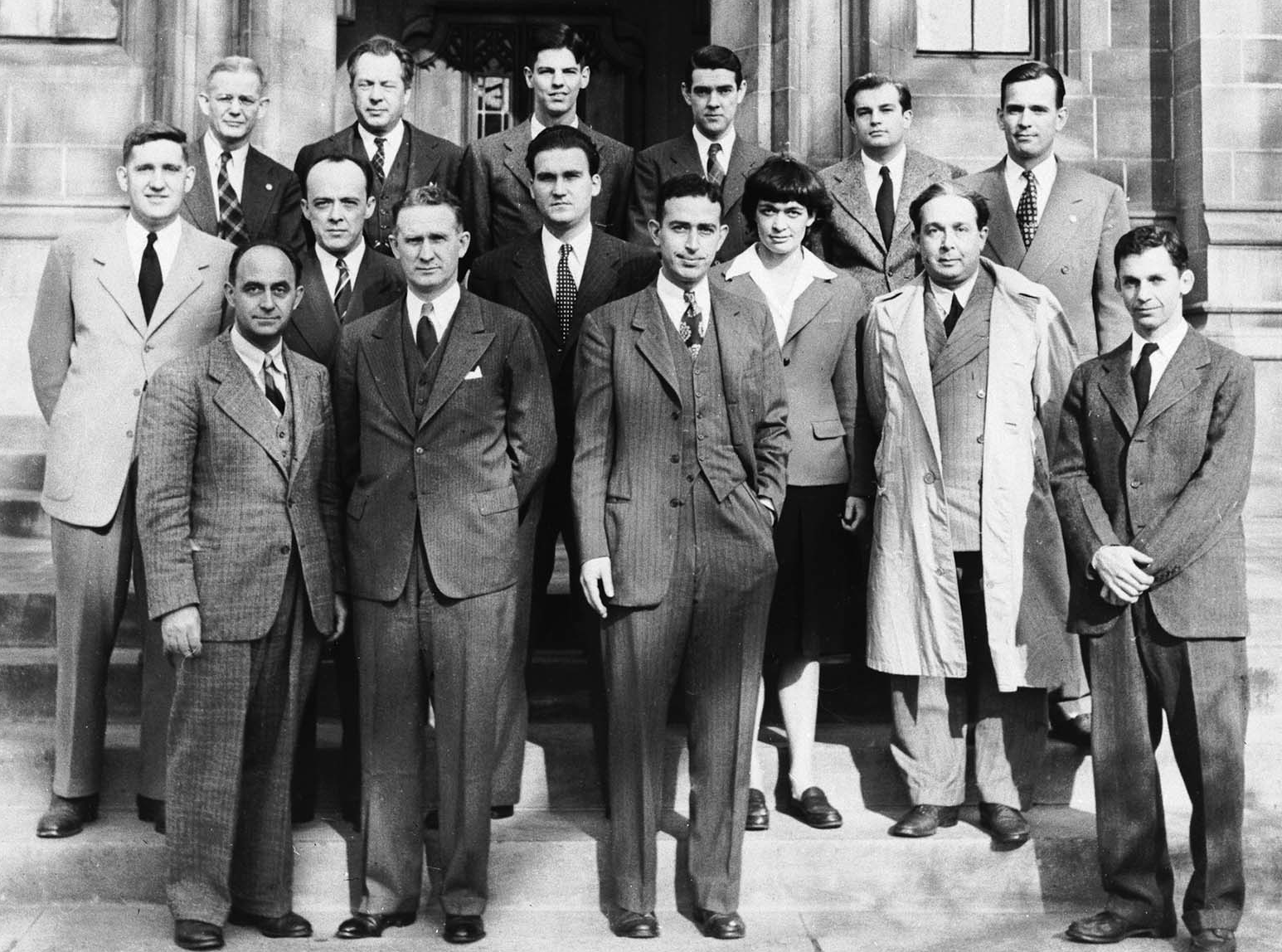
1942年12月2日，Chicago Pile-1首次达到自持状态。1946年二战结束后，当年在场的人在芝加哥大学再次合影。伍兹是唯一的女性。

费米1954年去世后，他领导的研究团队随即散伙，马歇尔夫妇开始分居两地。约翰·马歇尔回到洛斯阿拉莫斯实验室，伍兹便成了单身妈妈。1957年，她成为普林斯顿高等研究院的一员，次年她又加入布鲁克黑文国家实验室，这时物理学的研究方向正在从核技术转移向基本粒子。1960年，她加入纽约大学物理学系，担任副教授一职，两年后升为正教授。
1965年，她成为科罗拉多大学博尔德分校的教授，参与高能物理、天体物理和宇宙学方向的研究。之后她被兰德公司聘任，并为该公司工作至1976年。1966年，她与约翰·马歇尔离婚，1960年的诺贝尔奖得主威拉得·利比成为她第二任丈夫。其后，她加入利比所在的加州大学洛杉矶分校，在那里她担任环境学、工程学、考古工程、核工程和航天机械方面的访问教授。
晚年，她对生态环境问题产生兴趣，还发明了一种用树木年轮中的多种同位素推定温度和降水变化的方法，为气候变化研究铺就了一道新的道路。她和威拉得·利比一样，都强烈支持食品辐照来消灭食物中的有害细菌，并鼓励放宽对这种灭菌手段的法律管制。她提出，与其喷洒馬拉硫磷这样有毒性的杀虫剂，不如用伽马射线处理那些已经被地中海实蝇污染的水果。
伍兹还是一位多产的作家，一生发表了两百余篇论文。在供职兰德公司期间，写了一本名叫《为月球创造大气层》（Creation of an Atmosphere for the Moon，1969）的书。此外她还写著一部自传《铀人》（The Uranium People，1979），记述了早期核研究的历史。丈夫利比1980年去世后，她与赖纳·贝格（Rainer Berger）一同编辑了利比的论文集，并以《诺贝尔奖得主威拉得·利比一生的工作》（The Life Work of Nobel Laureate Willard Libby，1982）为题出版。她最后一篇论文是1984年刊出的，内容有关类星体的研究。
1986年11月10日，利昂娜·伍兹逝世于加利福尼亚州圣莫尼卡的圣约翰医学中心，死因是麻醉导致的中风。身后留下了她的两个儿子，彼得和约翰，四位祖孙，以及她第二任丈夫的两个女儿，珍妮特·伊娃·利比（Janet Eva Libby）和苏珊·夏洛特·利比（Susan Charlotte Libby）。

## 部分作品
- 《为月球创造大气层》（Creation of an Atmosphere for the Moon，1969）
- 《五十个亟待解决的环境问题》（Fifty Environmental Problems of Timely Importance，1970）
- 《另外五十个亟待解决的环境问题》（Fifty More Environmental Problems of Timely Importance，1970）
- 《铀人》（The Uranium People，1979）
- 《颠倒的宇宙学和失踪的中微子》（The Upside Down Cosmology and the Lack of Solar Neutrinos，1980）
- 《诺贝尔奖得主威拉得·利比一生的工作》（Life Work of Nobel Laureate Willard Frank Libby，1982）
- 《二氧化碳与气候》（Carbon Dioxide and Climate，1982）
- 《曾经的气候：树木温度计、商品和人类》（Past Climates: Tree Thermometers, Commodities, and People，1983）